# Ostrów (Ostróda)
Ostrów – dawniej samodzielna osada, obecnie część miasta Ostróda. Rozpościera się wzdłuż ulicy Łódzkiej na północny wschód od centrum miasta.
Od 1973 odrębne sołectwo w gminie Ostróda. W latach 1975–1998 miejscowość administracyjnie należała do województwa olsztyńskiego.